# 戴立信
戴立信（1924年11月13日—2024年5月13日），男，祖籍江苏句容，生于北平市，中国有机化学家，中国科学院院士。

## 生平
戴立信于1942年考入沪江大学化学系。次年因战争影响而辍学。后进入浙江大学化学系就读，1947年毕业。此后曾任职于上海钢铁公司、华东冶金局。1953年起任职于中国科学院上海有机化学研究所。1958年后开始从事“两弹一箭”中与有机化学有关的科技组织工作。1962年起重新进行基础研究，主要研究领域为有机硼化学。
文化大革命期间研究被迫中断，文革结束后作为有机所所长汪猷的助手从事科研管理工作。1984年后再次重返科研一线，主要进行有机合成、金属有机化学等领域的研究。1993年当选中国科学院化学部学部委员（院士），并担任有机化学研究所学术委员会副主任、学位委员会副主任。
2024年5月13日在上海病逝，享年100岁（99周岁）。